# 麥震宇
麥震宇，JP（1973年9月15日—），香港公務員，現出任運輸及房屋局副秘書長，曾擔任元朗民政事務專員。他在1995年從香港大學畢業後隨即加入香港政府任職政務主任，及後於2005年至2008年獲港府派至香港駐紐約經濟貿易辦事處擔任副處長，以及在2013年至2017年間出任元朗民政事務專員。

## 早年生活
麥震宇生於1973年9月15日，並在1995年於香港大學測量學系取得理學學士學位。

## 公務員生涯

### 早年生涯
麥震宇於1995年7月大學畢業後隨即加入香港政府，並在布政司署規劃及地政科任職政務主任。他隨後轉至政務科任職並過渡至民政事務局，至1998年離任。自在1998年起，他在財經事務局出任助理局長，曾參與《防止賄賂條例》及《銀行業條例》等多條法例的修訂，加強香港金融管理局的職能及規管。隨後，他在2001年轉任庫務局出任助理局長，並在2002年實施主要官員政治委任制度後改任財經事務及庫務局助理秘書長，亦在任內晉升為高級政務主任。
汲取了財金經驗後，麥在2005年8月獲港府外派至香港駐紐約經濟貿易辦事處任職副處長，他在任內留意到美國東部的美籍港人非常歡迎港府官員來訪，故爭取增加訪問機會。在2008年環球金融海嘯而工作轉趨繁忙之際，麥於9月30日任滿返回香港。他在返港後獲派於教育局擔任助理秘書長，負責教育評估及支援工作，當中包括監督香港考試及評核局及推行全港性系統評估。及後，他改於勞工及福利局出任首席助理秘書長，負責香港的劳动力政策，包括監督持續進修基金的營運，並因而晉升至首長級丙級政務官。在任內，他亦曾擔任2012年香港立法會選舉勞工界功能界別的選舉主任。

### 民政事務專員

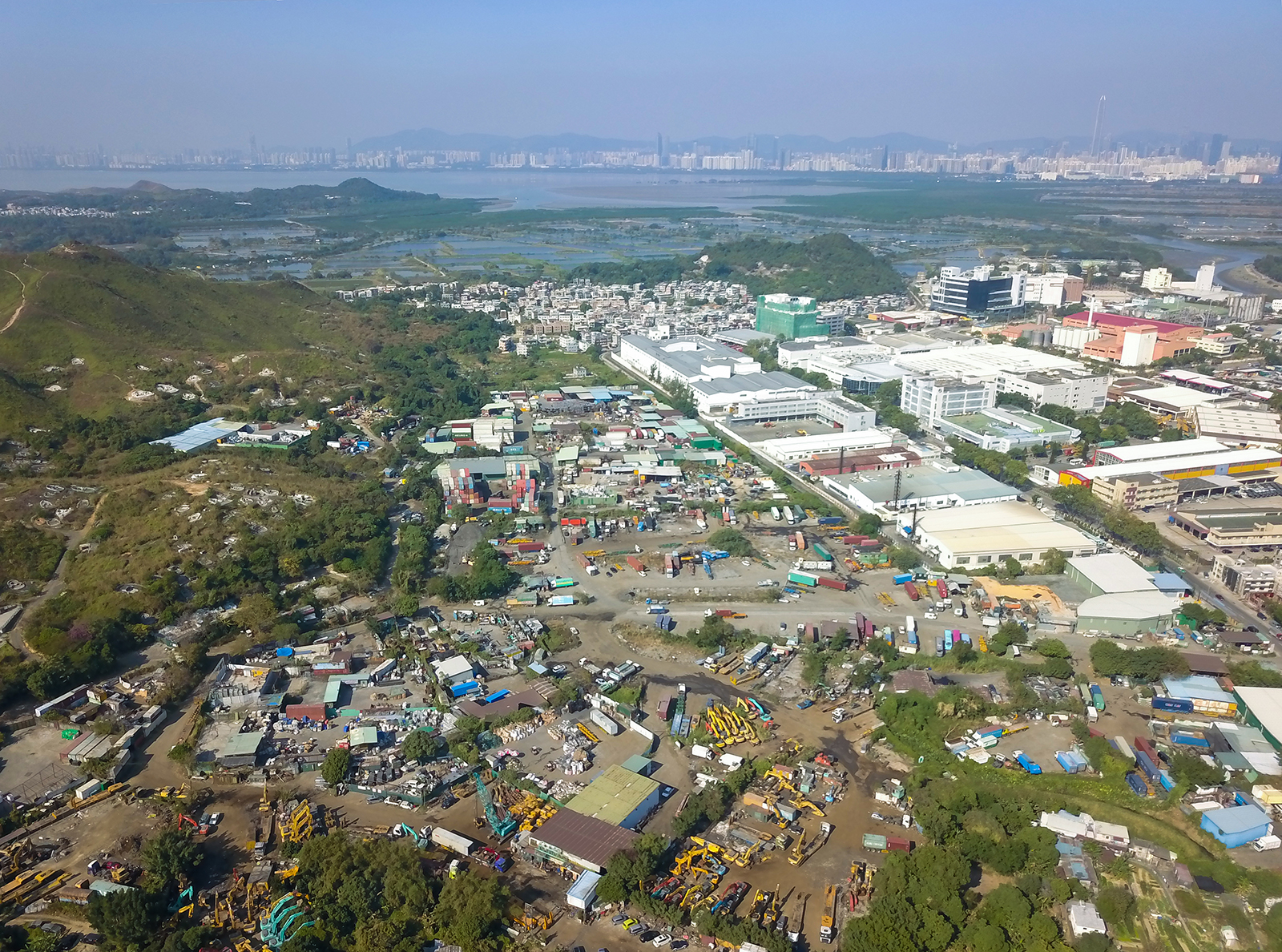
橫洲發展計劃在2016年中爆發嚴重爭議

在2013年1月9日，麥震宇出任元朗民政事務專員，並在同月11日獲委任為官守太平紳士。在他任內，元朗區的人口急增，成為全港人口第三多的地區，而橫洲及元朗南等地亦展開城鎮規劃。他因測量學背景而積極參與地區規劃，更就發展計劃涉及多方利益而四出奔波探查，務求爭取不同派別人士支持。不過，橫洲發展計劃在民主黨區議員鄺俊宇、黃偉賢等反口覆舌下，港府進退失據，最終於2016年中爆發嚴重爭議。橫洲事件過後，麥在2017年12月12日卸任專員。

### 返回政總
麥震宇在卸任民政事務專員後，獲安排轉任民政事務局局長政務助理，負責協助局長處理政務及陪同局長出訪等工作。及後，他在2021年5月晉升為運輸及房屋局副秘書長，負責運輸服務及交通管理事宜，包括修訂有關駕駛培訓及執照考試的法例。就汽車安全的法規，麥曾提出強制兒童在轿车上使用兒童安全座椅，以及於香港小型巴士的座位安全帶上安裝發聲提示器。他在2023年4月晉升為首長級乙級政務官，並在同年7月28日再獲委任為官守太平紳士。
麥在任內持續改善及開放中港兩地的陸路交通，增加港珠澳大橋的通行車輛配額，並向珠海市政府反映大橋堵塞問題。與此同時，他亦研究開放更多口岸及豁免配額車輛申請封閉道路通行許可證。

## 榮譽

### 勳銜
- 官守太平紳士（J.P.）（2013年1月11日－2017年12月12日；2023年7月28日－）[16][31]

### 頭銜
- 麥震宇，JP（Edward Mak Chun-yu, JP，2013年1月11日－2017年12月12日；2023年7月28日－）[16][31]